# Diamante
Diamante Azzura Bovelli, známá jako Diamante (* 7. září 1996, Boston) je americká zpěvačka.

## Kariéra
Diamante vydala v dubnu 2015 EP Dirty Blonde. Z let 2013 a 2014 pocházejí její singly „Goodbye“ a „Bite Your Kiss“.
Prvním velkým dílem Diamante byl singl „Haunted“ z roku 2017. Její album Coming in Hot vyšlo pod Better Noise Records 15. června 2018 a zahrnovalo mj. písně „Sleepwalking“ a „War Cry“. V roce 2017 se podílela na doprovodných vokálech na coveru kapely All That Remains k písni „The Thunder Rolls“ od Gartha Brookse.
V roce 2018 hostovala v písni „Hear Me Now“ kapely Bad Wolves na debutovém albu Disobey, které obsadilo první příčku v aktivních rockových rádiích. Od začátku až do poloviny roku 2019 hostovala na turné kapely Breaking Benjamin, kde propagovala své album. Na konci roku 2019 se vydala na své vůbec první sólové turné, které neslo název Blue Balls Holiday.
Dne 17. ledna 2020 oznámila svůj odchod z hudebního vydavatelství Better Noise Music a vydala singl „Obvious“. Akustická verze písně byla vydána 14. února 2020. Dne 17. dubna 2020 Diamante vydala svůj třetí singl, „Serves You Right“. Dne 29. května 2020 vydala čtvrtý singl „Ghost Myself“. Její cover verze „Iris“ od Goo Goo Dolls byla vydána 10. července 2020 a hostuje v ní frontman kapely Breaking Benjamin Benjamin Burnley.
Její druhé studiové album American Dream vyšlo 7. května 2021. 28. října 2022 Diamante vydala EP s názvem The Diamond Covers, které obsahuje čistě 5 coververzí slavných skladeb, jako je například „Maniac“ od Michaela Sembella nebo „Paparazzi“ od Lady Gaga.

## Diskografie
| Název alba     | Datum vydání    | Počet skladeb | Celková délka |
| -------------- | --------------- | ------------- | ------------- |
| Coming in Hot  | 15. června 2018 | 14            | 45:53         |
| American Dream | 7. května 2021  | 11            | 36:56         |